# Студёная (приток Камчатки)
Студёная — река в России, протекает по территории Усть-Камчатского района Камчатского края. Длина реки — 68 км, площадь водосборного бассейна — 759 км².
Начинается на левом краю ледника Богдановича, лежащего между горами Плоская Дальняя и Ключевская Сопка. В верховьях течёт на юг. К северо-западу от горы Поворотная меняет направление течения на западное. Протекает к северу от вулкана Толбачик, принимает воды ручьёв, питаемых ледниками на его вершине. В среднем течении входит в область лиственнично-берёзовых лесов. В низовьях течёт по заболоченной местности. Впадает в реку Камчатку справа на расстоянии 287 км от её устья.
По данным государственного водного реестра России относится к Анадыро-Колымскому бассейновому округу.
- Код водного объекта — 19070000112120000015653[2]

Притоки:
- правые: Бараний,
- левые: Быстрый, Неизвестный.